# Alastaro
Alastaro var en kommun i landskapet Egentliga Finland som år 2009 blev en del av Loimaa stad. Alastaro var enspråkigt finskt och hade 2 910 invånare och en yta på 258,12 km².
Den 1 januari 2009 slogs Alastaro ihop med Loimaa stad och Mellilä.
I huvudorten Alastaro, vars bebyggelse har en modern prägel, finns de flesta faciliteter, såsom kyrka, bibliotek, brandväsende och skola. Den närmaste järnvägsstationen finns i Loimaa.
Alastaro är mest känd för sin racingbana, Alastaro Circuit, där årligen flera stora tävlingar hålls och man kan köra bland annat banracing och dragracing.

## Politik

### Mandatfördelning i Alastaro kommun, valen 1976–2004
| 5 | 2 | 7 | 7 |

| 5 | 2 | 8 | 6 |

| 4 | 2 | 1 | 7 | 7 |

| 3 | 2 | 2 | 8 | 6 |

| 3 | 3 | 2 | 9 | 4 |

| 5 | 1 | 11 | 4 |

| 1 | 4 | 1 | 11 | 4 |

| 1 | 4 | 1 | 10 | 5 |

| 14 | 7 |

## Kända personer från Alastaro
- Anders Johan Hornborg, finländsk biskop (1821-1883)
- Erik Kivi, amerikafinländsk sångare och violinist (1881-1954)

## Bilder

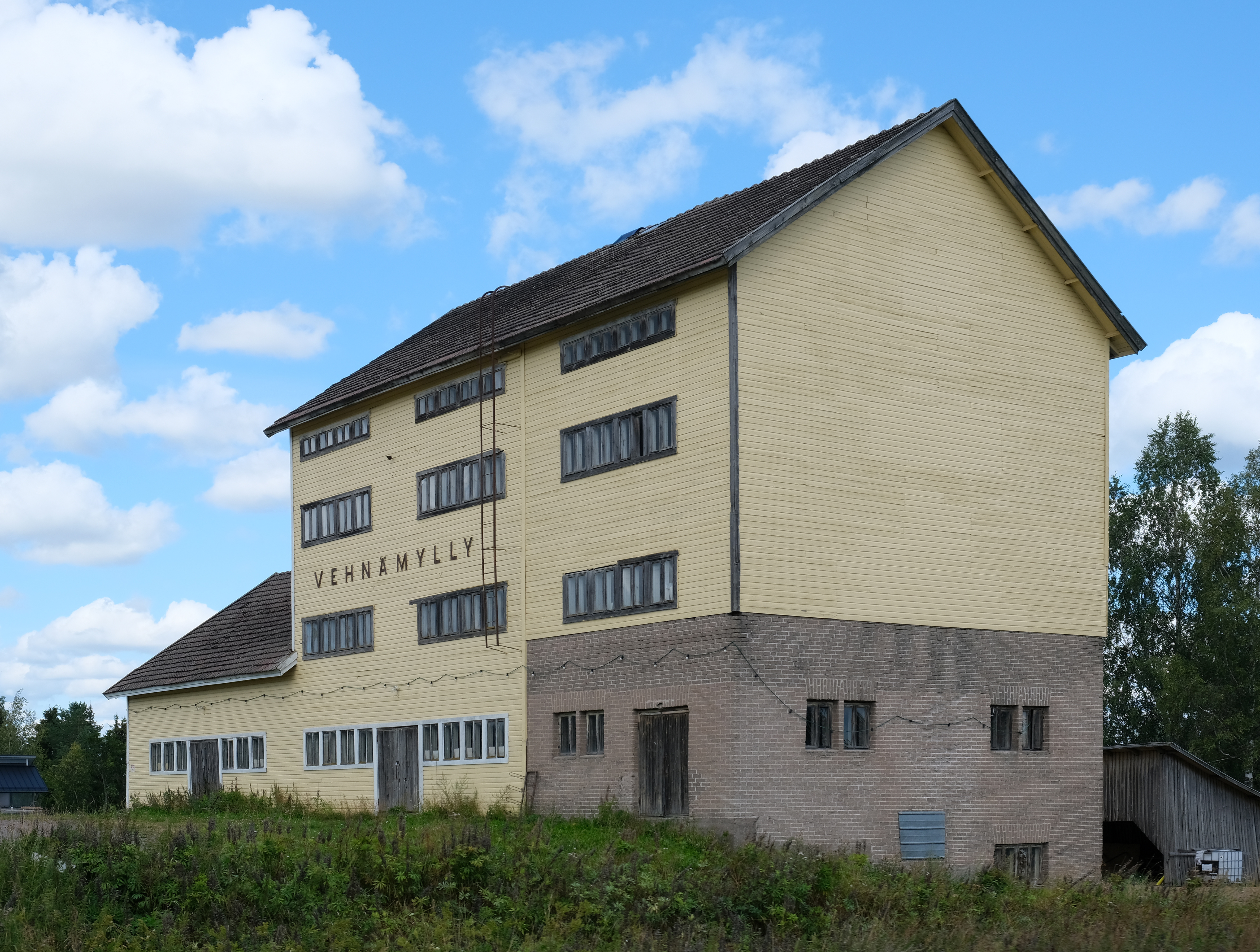
Alastaro vetekvarn
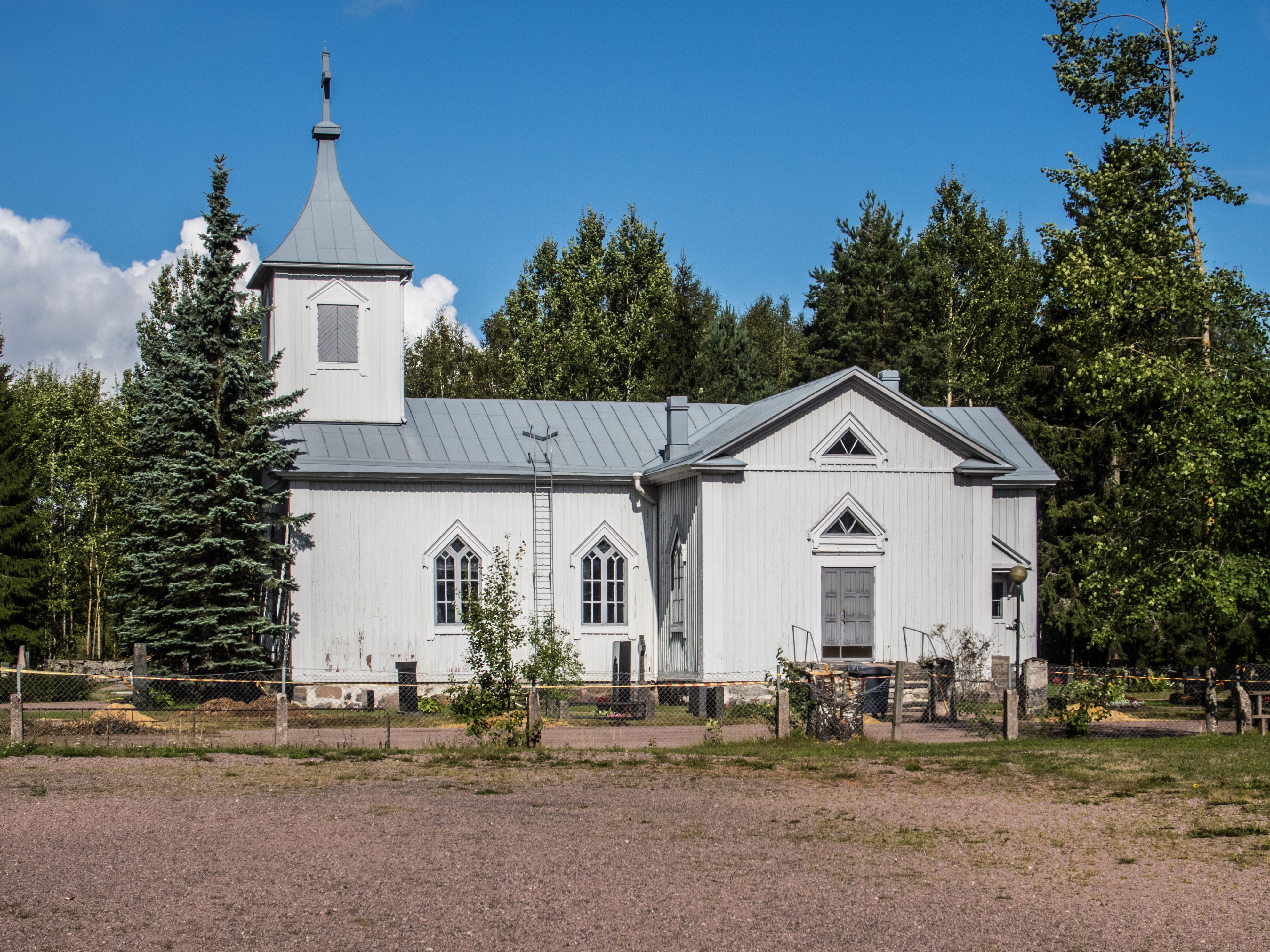
Virttaa kyrka (Carl Vettervik 1845)
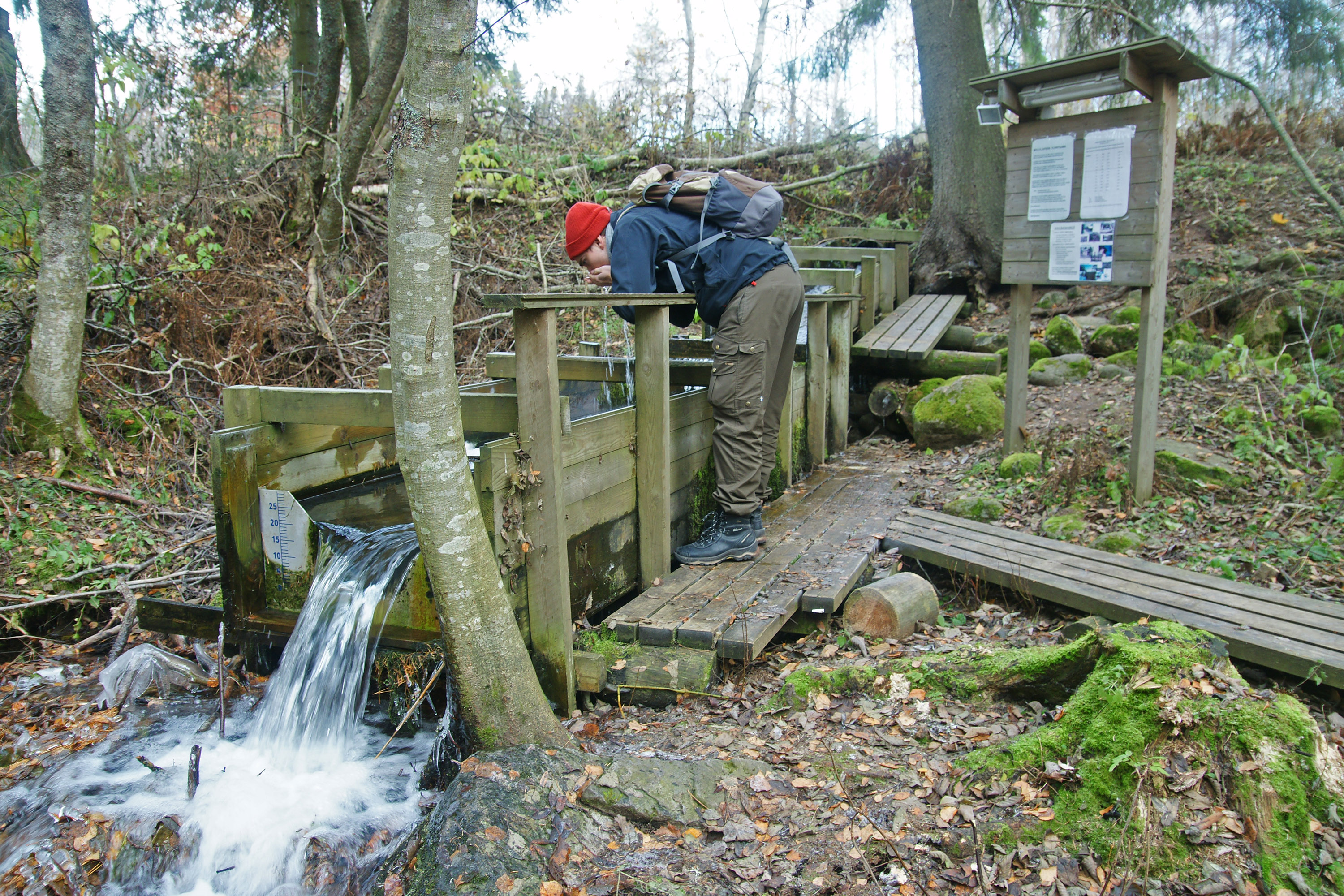
Kvarnkällan i Alastaro
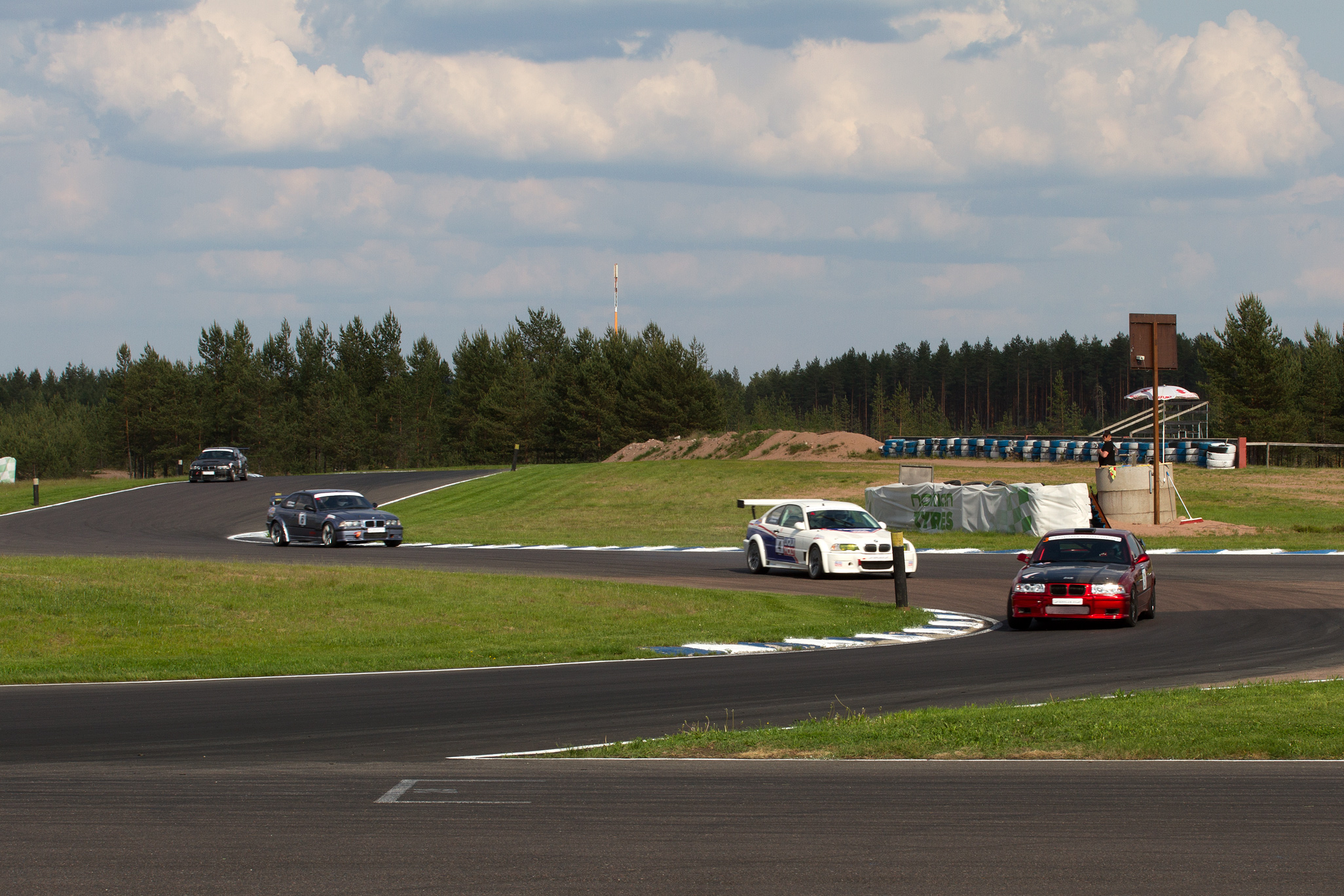
Alastaro Circuit